# Дольний Уснар
Дольний Уснар (біл. Дольны Уснар) — хутір в складі Берестовицького району Гродненської області, Білорусь. Хутір підпорядковане Макарівецькій сільській раді, розташоване у західній частині області.